# Deep Sea Conservation Coalition
De Deep Sea Conservation Coalition (DSCC) is in 2004 opgericht als reactie op internationale zorgen over de schadelijke gevolgen van diepzeebodemverstorende visserij. Meer dan 130 niet-gouvernementele organisaties (ngo's), vissersverenigingen en beleidsinstituten wereldwijd werken samen onder de paraplu van de DSCC om de bescherming van kwetsbare diepzee-ecosystemen te waarborgen. De twee hoofddoelen die ze onderscheiden zijn:
1. De grootste bedreigingen voor het leven in de diepzee wegnemen en beperken.
2. De gezondheid, integriteit en veerkracht van diepzee-ecosystemen op de lange termijn beschermen.

DSCC pleit voor een moratorium op diepzeemijnbouw. Diepzeemijnbouw heeft een dusdanige impact op het kwetsbare milieu onder water, dat eerst wetenschappelijk uitgezocht moet zijn wat de (lange) termijn gevolgen zijn, voordat hiermee gestart mag worden.

## Werkwijze
DSCC werkt samen met wetenschappers, NGO’s en overheden met als doel actie te ondernemen om de diepzee te beschermen. Acties zijn met name gericht op overheden en regionale en wereldwijde organisaties die verantwoordelijkheden hebben in het gezond houden van de diepzee. DSCC en haar leden proberen samen een nieuw framework tot stand te brengen voor de bescherming van de diepzee, gebaseerd op internationale afspraken en beleid. 